# Pershingova olympiáda

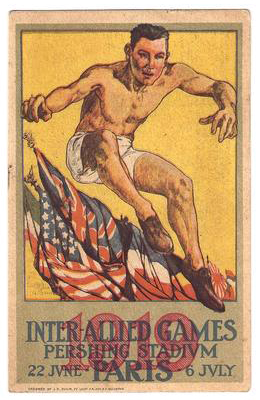
Plakát soutěží

Pershingova olympiáda (anglicky Inter-Allied Games) byla sportovním kláním, které se konalo roku 1919 v Paříži na počest vítězství států Dohody v 1. světové válce. Bezprostředně navazovalo na tzv. Vojenské hry v Římě roku 1919. Soutěžilo se v různých sportovních odvětvích, a to převážně na tzv. Pershingově stadionu v Paříži, který Američané postavili na konci 1. světové války a dali Francii jako dar (odtud „Pershingova olympiáda“). Čechoslováci byli pozváni na fotbalový turnaj. Šlo o soutěž osmi armádních reprezentačních mužstev. Československo vyslalo regulérní reprezentační mužstvo tvořené především hráči Sparty a Slavie, které také celý turnaj vyhrálo.
Pershingova olympiáda byla dlouho považována za první kapitolu v dějinách československé reprezentační kopané. Nicméně když později Výbor fotbalového svazu ČSTV oslovil partnerské organizace ve světě, tyto odmítly utkání na armádním turnaji uznat za oficiální mezinárodní zápasy, a tak historie československé reprezentace oficiálně započala až na olympijských hrách v roce 1920. Mužstvo bylo podobné jako na Pershingově olympiádě, ale například legendární Antonín Fivébr takto přišel o možnost zapsat se do reprezentačních dějin, neboť na olympiádu roku 1920 již nebyl pro pokročilý věk povolán. Také slávisté Vilda Loos a Václav Prošek již nikdy nedostali možnost reprezentovat.
Čechoslováci v Paříži odehráli 4 zápasy, porazili Belgii 4:1, Spojené státy 8:2, Kanadu 3:2 a ve finále Francii 3:2.
Na turnaji nastoupili v dresu ČSR František Peyr, Rudolf Klapka, Antonín Hojer, Miroslav Pospíšil, Vilda Loos, Antonín Fivébr, Karel Pešek-Káďa, Vlk, Josef Sedláček, Antonín Janda-Očko, Václav Pilát, Jan Vaník, Václav Prošek a Jaroslav Červený. Ač převahu měli hráči "železné Sparty", mužstvo vedl proslulý slávistický trenér skotské národnosti Johny Madden.